# Морган, Салли (художница)
Салли Джейн Морган (урожденная Милрой; род. 18 января 1951, Перт) — австралийская писательница-абориген, драматург и художница. Её работы выставлены в многочисленных частных и государственных коллекциях в Австралии и по всему миру.

## Ранняя жизнь, образование и личная жизнь
Морган родилась в Перте, Западная Австралия, в 1951 году и была старшей из пяти детей. Её воспитывали мать Глэдис и бабушка по материнской линии Дейзи. Её мать, представительница народности байлгу из региона Пилбара в Западной Австралии, выросла в детском доме Паркервилля как часть «Украденного поколения». Её отец, Уильям, сантехник по профессии, умер после многолетней борьбы с послевоенным опытом посттравматического стрессового расстройства. Из её братьев и сестёр Джилл Милрой — академик, Хелен Милрой — детский психиатр, которая была первой коренной австралийкой, ставшим врачом, Дэвид — драматург, а Уильям работал старшим государственным служащим.
В детстве Морган осознала, что отличается от других детей в своей школе из-за своей небелой внешности, другие ученики часто спрашивали о её семейном происхождении. Её мать никогда не говорила ей, что она аборигенка, вместо этого говоря, что она индийско-бангладешского происхождения. Следовательно, она думала, что её предки были родом с Индийского субконтинента, но когда ей было 15, она узнала, что она и её братья и сестры на самом деле были аборигенами.
После окончания школы работала клерком в госучреждении, была безработной, потом устроилась лаборанткой. Затем она училась в Университете Западной Австралии, который окончила в 1974 году со степенью бакалавра психологии; она получила дипломы постдипломного образования Западно-Австралийского технологического института в области психологического консультирования, вычислительной техники и библиотечных исследований.
Салли вышла замуж за Пола Моргана, преподавателя, с которым познакомилась в университете, в 1972 году; брак позже закончился разводом. У них трое детей, Амбелин, Блейз и Иезекииль Кваймуллина, все являются соавторами работ Морган.

## Автор
История её открытия прошлого её семьи рассказана в биографии My Place 1987 года, которая была продана в Австралии тиражом более полумиллиона копий. Книга также была опубликована в Европе, Азии и США. В ней рассказывалась история, которую многие люди не знали: о детях, отнятых у матерей, рабстве, жестоком обращении и страхе из-за того, что их кожа была другого цвета.
Вторая книга Салли Морган, Wanamurraganya, была биографией её дедушки. Она также сотрудничала с художницей и иллюстратором Бронуин Бэнкрофт в работе над детскими книгами, в том числе над «Дедушка Дэна» (1996).
Морган является директором Центра истории и искусства коренных народов Университета Западной Австралии. Она получила несколько наград: My Place получило гуманитарную награду Комиссии по правам человека и равным возможностям в 1987 году, литературную премию Недели Западной Австралии за документальную литературу в 1988 году и книжную премию Ордена Австралии 1990 года. В 1993 году международные искусствоведы выбрали репродукцию Морган Outback как одну из 30 картин и скульптур для воспроизведения на марке, посвящённой Всеобщей декларации прав человека.

## Награды
- 1987 — Премия за литературу о правах человека и другие произведения за My Place[17]
- 1989 — Премия в области литературы и других произведений в области прав человека за Wanamurraganya, the story of Jack McPhee[18]
- 1990 — Лауреат Книжной премии Ордена Австралии[19]
- 1993 — Совместный победитель премии Fremantle Print Award с Беваном Хани[20][21]
- 1998 — Известная книга, Совет детской книги
- 2012 — Известная книга, Совет детской книги Австралии
- 2022 — Со-победитель художественной литературы, Премия окружающей среды в области детской литературы[22]

## Список используемой литературы

### Биография
- Sally’s story (Narkaling productions, 1995)]
- My Place (Fremantle: Fremantle Arts Centre Press. 1999 — first published 1987) ISBN 1-86368-278-3
- Wanamurraganya, the story of Jack McPhee (Narkaling Productions, 1990)
- Mother and daughter: The story of Daisy and Gladys Corunna (Narkaling Productions, 1994)
- Arthur Corunna’s story (Narkaling Productions, 1995)

### Детские книги
- Little piggies (Fremantle Arts Centre Press, 1991)
- The flying emu and other Australian stories (Viking, 1992)
- Hurry up, Oscar! (Puffin Books, 1994)
- Pet problem (Fremantle Arts Centre Press, 1994)
- Dan’s grandpa (Sandcastle, 1996)
- In your dreams (Sandcastle Books, 1997)
- Just a little brown dog (Fremantle Arts Centre Press, 1997)
- «Where is Galah» (Little Hare Books, 2015)
- Little Bird’s Day (Magabala Books, 2019)
- The River (Magabala Books, 2021)

### Пьесы
- Cruel wild woman (Yirra Yaakin Noongar Theatre, 1999)

### Редактор
- Gnyung Waart Kooling Kulark (Going Home; Centre for Indigenous History & the Arts, School of Indigenous Studies, University of Western Australia, 2003)
- Echoes of the past : Sister Kate’s home revisited (Centre for Indigenous History and the Arts 2002)

## Художественные коллекции
- Коллекция Robert Holmes à Court
- Фонд Добелла
- Национальная галерея Австралии
- Художественный музей Маскарелле